# Concejo Municipal de Chacao
El Concejo Municipal de Chacao es el órgano legislativo del Municipio homónimo del Estado Miranda en Venezuela.

## Sede
La sede del Concejo Municipal se encuentra en la Avenida Venezuela en El Rosal, Caracas.

## Concejales
Los concejales son electos por elección universal, directa y secreta de los ciudadanos registrados en la jurisdicción electoral del Municipio Chacao. Chacao, a diferencia de la mayoría de los municipios de Venezuela, posee una sola Parroquia, por lo que todos los concejales son electos por todo el municipio. El método de elección es un sistema combinado: 60 % Mayoritario - Nominal y 40 % Representación Proporcional - Listas cerradas y bloqueadas por método de D'Hont.
El período de un concejal es de 4 años con derecho a reelección.

## Composición
La composición del Concejo consta de siete (7) concejales, de los cuales se elige un Presidente y un Vicepresidente. Adicionalmente el concejo se organiza en comisiones de trabajo para las distintas áreas que defina la legislatura.

### Composición Actual - VII Legislatura (Período 2022 - 2025)
| Concejales:      | Partido político / Alianza |
| ---------------- | -------------------------- |
| Rosalinda Molina | FV/MUD                     |
| Hilmer Escalona  | FV/MUD                     |
| Danny González   | FV/MUD                     |
| Luis Ramírez     | FV/MUD                     |
| Óscar González   | FV/MUD                     |
| Máximo Sánchez   | FV/MUD                     |
| Raiza Chacón     | PSUV                       |

### Composición Histórica del Concejo
I Legislatura / Período (1992 - 1995)
| Concejales:        | Partido político / Alianza |
| ------------------ | -------------------------- |
| Cornelio Popesco   | AD                         |
| Cecilia Pocaterra  | AD                         |
| Francisco Gonzalez | AD                         |
| America Rivera     | COPEI                      |
| Ivonne Attas       | COPEI                      |
| Ingrid Diaz        | LCR                        |
| Ali Morales        | MAS                        |
| Maria Quintana     | INDEPENDIENTE              |
| Alberto Palazzi    | INDEPENDIENTE              |

II Legislatura / Período (1995 - 2000)
| Concejales:        | Partido político / Alianza |
| ------------------ | -------------------------- |
| Cornelio Popesco   | AD                         |
| Francisco Gonzalez | AD                         |
| Yesmin Castro      | AD                         |
| Alejandro Lovera   | AD                         |
| America Rivera     | COPEI                      |
| Benedicto Osorio   | COPEI                      |
| Isidro Toro        | CONVERGENCIA               |
| Maria Quintana     | INDEPENDIENTE              |
| Alberto Palazzi    | INDEPENDIENTE              |

III Legislatura (2000 - 2005)
| Concejales:         | Partido político / Alianza |
| ------------------- | -------------------------- |
| Shully Rosenthal    | PJ                         |
| Eva Ramos           | PJ                         |
| Antonio Jiménez     | PJ                         |
| Rosario Salazar     | PJ                         |
| Nelson Yánez        | PJ                         |
| Thibaldo Aular      | MVR                        |
| Enrique Ballesteros | MVR                        |

IV Legislatura (2005 - 2013)
| Concejales:      | Partido político / Alianza |
| ---------------- | -------------------------- |
| Caterina Macario | PJ                         |
| Nelson Yanez     | PJ                         |
| Cesar Chirinos   | PJ                         |
| Emilio Grateron  | PJ                         |
| Antonio Ecarri   | PJ                         |
| Raul Solorzano   | PJ                         |
| Mireya Batett    | MVR                        |

V Legislatura (2013 - 2018)
| Concejales:      | Partido político / Alianza |
| ---------------- | -------------------------- |
| Daniel Godoy     | MUD                        |
| Alfredo Jimeno   | MUD                        |
| Robert Garcia    | MUD                        |
| Manuel Rojas     | MUD                        |
| Diego Scharifker | MUD                        |
| Rafael Rosario   | MUD                        |
| Shully Rosenthal | MUD                        |

VI Legislatura (2018 - 2021):
| Concejales:      | Partido político / Alianza |
| ---------------- | -------------------------- |
| Gonzalo Ciffoni  | MOVEV                      |
| Girolina Marmoto | MOVEV                      |
| Oscar Gonzalez   | MOVEV                      |
| Elizabeth Díaz   | MOVEV                      |
| Hilmer Escalona  | MOVEV                      |
| Maximo Sanchez   | MOVEV                      |
| Jorge Chayeb     | PSUV                       |